# 魔偵探洛基
《魔偵探洛基》（日语：魔探偵ロキ）是日本漫畫家木下櫻創作的日本漫畫以及改編的日本電視動畫。《魔偵探洛基》（魔探偵ロキ）、《魔偵探洛基RAGNAROK》（魔探偵ロキRAGNAROK）及《魔偵探洛基RAGNAROK～新世界的諸神～》（魔探偵ロキRAGNAROK〜新世界の神々〜）的連載皆已完結。

## 故事簡介
少年探偵洛基為北歐神話中邪神洛基的化身。因為惡作劇，被最高的神－奧丁趕到人間。奧丁命令洛基於人間界收集魔力。為收集魔力，洛基開設燕雀偵探社當偵探。
洛基與闇野龍介（其真身為洛基的兒子米德卡洛姆）同住。這個時候喜歡不可思議事件的高中生－大堂寺繭良以洛基的助手自稱為加入；同時，得到殺去洛基命令由神界而來，但窮得要到洛基家找飯吃的鳴神（其真身為雷神道爾）亦登場了，不同的故事因而展開。
其他如海姆達爾、洛倫三姐妹（烏爾德、薇兒丹蒂、詩寇蒂）、費雷與芺雷雅、烏托卡魯多洛基、海爾、芬里厄亦相應登場。 及後，RAGNAROK篇洛基的愛人巨人族的少女絲碧卡亦出場。

## 登場人物
這個作品的人物名稱引用北歐神話人名的作品，原本的北歐神話考用了一些傳說典故。但基本上還是屬於原創作品。
洛基（聲優：淵崎有里子（幼年）、櫻井孝宏（青年）／台灣聲優：馮美麗（幼年）、劉傑（青年））
燕雀偵探社的主人，神秘的美少年偵探。其真實身份是被北歐主神奧丁放逐到人間掌管惡作劇和欺瞞的邪神洛基。神界有名的花花公子，能夠變成鷹或是馬的模樣。被放逐時被變為小孩子的外貌，魔力使用亦被限制，武器為「擂防丁杖」。他的知識很淵博，鍊金術、茶道、甚至是對太空的知識也不缺。不過他一樣也有弱點：跑幾步路便喘個不停、唱歌很不行，會嚇到旁人、乘坐車子會昏倒、也是個旱鴨子。
大堂寺繭良（聲優：堀江由衣／台灣聲優：陶敏嫻）
一個熱愛推理小說、但又少根筋的活潑女高中生，喜歡研究一些神秘事件，到了幾乎瘋狂的程度，以把免委託帶到燕雀偵探社为契机，成了洛基不请自來的偵探助手，不過也的確很會引發事件，本作中大部分的事件也是由她引發的。家裡是開神社的，父親是神官。
闇野龍介／米德加爾茲歐姆（聲優：三木真一郎／台灣聲優：官志宏）
洛基的助手，平時總是在洛基身邊细心照料他，料理能力高超。真面目其實是足以纏繞大地的巨蛇耶夢加得，也是邪神洛基之子。在神界時曾被鳴神不明不白的追打過，因此一直很怕鳴神，但是鳴神其實一直不知道闇野的真實身份。
鳴神／道爾（聲優：森久保祥太郎／台灣聲優：劉傑）
繭良的同班同学，是一個手拿木刀（劇中的妙爾尼爾並不是槌子），自稱為正義之士的老實工讀生，打工的地方幾乎每天都在更換。其真實身份是北歐眾神中戰神的化身─雷神索爾。本是奉命来殺害洛基的，後改變了主意，更變成洛基的好友（還經常跑去他家白吃白喝）。由於回不去神界，而只好留了下来。
東山和實／海姆達爾（聲優：朴璐美／台灣聲優：王瑞芹）
自稱是從國外回來的小學生，經常要去補習，身邊總是帶着一隻鹰。真實身份是北歐眾神中的光之神海姆達爾的化身。他是為了殺掉洛基，以報被奪右眼之仇，而來到人間的。
費雷（聲優：子安武人／台灣聲優：劉傑）
費雷是一個具有高强本领的怪盗，也是一個經常鬧出笑話的人，在第一次見到繭良時對她一見鍾情，稱她為大和撫子（日本人常用「大和撫子」來稱讚賢良淑德，內在外在美兼備的女性）。他也是奉命來殺害洛基的眾神之一。掌管發明的北歐神，在神界有「愛迪生」之稱（本人透露），是芙雷亞的哥哥。其真實身份是北歐眾神中的豐饒之神－弗雷。
大島玲也（聲優：小松里賀／台灣聲優：王瑞芹）
大島財團的大小姐，是一個性格温柔的女生。她原是神界中的豐收女神芙雷亞，由於帮心上人邪神洛基求情而被奧丁變成小孩並消除記憶而打入人間。在神界的她一直抑壓著自己的感情，到人間以後才釋放出來。
芬里厄（聲優：野島裕史／台灣聲優：陳幼文）
邪神洛基的長子，來到人間界時以黑色小狗的姿態出現，但實際上卻是張口就能頂到天的巨狼。
赫爾（聲優：南央美／台灣聲優：馮美麗）
邪神洛基的長女，「地獄的看守者」，出生時一半身體已經腐爛的怪物。
大堂寺操（聲優：園部啟一／台灣聲優：陳幼文）
繭良之父，担任神官的工作。這位溺爱獨生女的父親常為調查危險案件的女兒捏一把汗，並對始作俑者洛基感到不快，但因擁有一點靈感力而看到洛基所散發出的邪氣，所以也對洛基畏惧三分。
芙雷亞（聲優：麻見順子）
掌管愛與豐饒的女神，長期潛伏在大島鈴也的體內，後來被來到人間界的海姆達爾所喚醒。
坦之內光太郎（聲優：遠近孝一／台灣聲優：陳幼文）
資產家的接班人，直覺相當敏銳，常常吐洛基槽。
小聰（聲優：福圓美里）
洛基無意中召唤的式神，很可愛。
烏爾德（聲優：鈴木麻里子／台灣聲優：王瑞芹）
掌管人類與諸神命運的諾倫三女神的長女，司掌過去。
薇兒丹蒂（聲優：能登麻美子／台灣聲優：陶敏嫻）
掌管人類與諸神命運的諾倫三女神的的次女，司掌現在。
詩寇蒂（聲優：中原麻衣／台灣聲優：馮美麗）
掌管人類與諸神命運的諾倫三女神的三女，司掌未來。
奧丁
北歐神話中的主神奧丁。洛基自稱是他的義兄弟。動畫版並未出現。
絲碧卡／安葛露柏達
洛基在路上撿回來的少女，疑似喪失記憶，不能言語，被洛基收留來幫忙闇野做家事。真實身分為生下邪神洛基身邊三個怪物的巨人族的女性。

## 出版書籍

### 魔偵探洛基
| 卷數 | ENIX       | ENIX               | 大然文化   | 大然文化           |
| 卷數 | 發售日期   | ISBN               | 發售日期   | ISBN               |
| ---- | ---------- | ------------------ | ---------- | ------------------ |
| 1    | 1999年8月  | ISBN 4-7575-0070-X | 2000年12月 | ISBN 957-25-5779-3 |
| 2    | 2000年3月  | ISBN 4-7575-0208-7 | 2001年2月  | ISBN 957-25-5780-7 |
| 3    | 2000年6月  | ISBN 4-7575-0258-3 | 2001年5月  | ISBN 957-25-6049-5 |
| 4    | 2000年11月 | ISBN 4-7575-0345-8 | 2001年8月  | ISBN 957-25-6211-6 |
| 5    | 2001年3月  | ISBN 4-7575-0421-7 | 2001年10月 | ISBN 957-25-6558-2 |
| 6    | 2001年9月  | ISBN 4-7575-0535-3 | 2002年8月  | ISBN 957-25-7425-6 |
| 7    | 2001年12月 | ISBN 4-7575-0594-9 | 2002年10月 | ISBN 957-25-7426-4 |

新裝版
| 卷數 | Mag Garden    | Mag Garden         | 東立出版社     | 東立出版社         |
| 卷數 | 發售日期      | ISBN               | 發售日期       | ISBN               |
| ---- | ------------- | ------------------ | -------------- | ------------------ |
| 1    | 2003年5月10日 | ISBN 4-90-192653-5 | 2006年4月20日  | ISBN 986-11-8066-4 |
| 2    | 2003年5月10日 | ISBN 4-90-192654-3 | 2006年4月20日  | ISBN 986-11-8067-2 |
| 3    | 2003年5月10日 | ISBN 4-90-192655-1 | 2006年5月22日  | ISBN 986-11-8068-1 |
| 4    | 2003年5月10日 | ISBN 4-90-192656-X | 2006年7月20日  | ISBN 986-11-8069-9 |
| 5    | 2003年5月10日 | ISBN 4-90-192657-8 | 2006年7月20日  | ISBN 986-11-8070-2 |
| 6    | 2003年5月10日 | ISBN 4-90-192658-6 | 2006年10月2日  | ISBN 986-11-8071-0 |
| 7    | 2003年5月10日 | ISBN 4-90-192659-4 | 2006年11月16日 | ISBN 986-11-8072-9 |

### 魔偵探洛基RAGNAROK
| 卷數 | Mag Garden     | Mag Garden                                      | 東立出版社     | 東立出版社         |
| 卷數 | 發售日期       | ISBN                                            | 發售日期       | ISBN               |
| ---- | -------------- | ----------------------------------------------- | -------------- | ------------------ |
| 1    | 2002年11月9日  | ISBN 4-90-192616-0                              | 2003年6月14日  | ISBN 986-11-2559-0 |
| 2    | 2003年3月10日  | ISBN 4-90-192639-X                              | 2003年12月10日 | ISBN 986-11-2560-4 |
| 3    | 2003年9月10日  | ISBN 4-90-192680-2                              | 2004年1月6日   | ISBN 986-11-2897-2 |
| 4    | 2004年3月10日  | ISBN 4-86-127031-6 ISBN 4-86-127022-7（限定版） | 2004年10月12日 | ISBN 986-11-2898-0 |
| 5    | 2004年12月10日 | ISBN 4-86-127099-5 ISBN 4-86-127094-4（限定版） | 2005年5月27日  | ISBN 986-11-2899-9 |

魔偵探洛基RAGNAR0K完全導讀手冊（魔探偵ロキ RAGNAROK PERFECT GUIDEBOOK）
| 卷數 | Mag Garden    | Mag Garden          | 東立出版社     | 東立出版社             |
| 卷數 | 發售日期      | ISBN                | 發售日期       | ISBN                   |
| ---- | ------------- | ------------------- | -------------- | ---------------------- |
| 全   | 2003年9月26日 | ISBN 4-90-1926-83-7 | 2007年12月12日 | ISBN 978-986-10-0027-5 |

### 魔偵探洛基RAGNAR0K～新世界的眾神～
| 卷數 | Mag Garden     | Mag Garden         | 東立出版社     | 東立出版社             |
| 卷數 | 發售日期       | ISBN               | 發售日期       | ISBN                   |
| ---- | -------------- | ------------------ | -------------- | ---------------------- |
| 1    | 2012年5月14日  | ISBN 4-86-127999-2 | 2013年9月4日   | ISBN 978-986-324-662-6 |
| 2    | 2013年2月14日  | ISBN 4-80-000097-1 | 2014年9月23日  | ISBN 978-986-324-663-3 |
| 3    | 2013年10月12日 | ISBN 4-80-000219-2 | 2015年5月22日  | ISBN 978-986-337-642-2 |
| 4    | 2014年3月14日  | ISBN 4-80-000273-7 | 2015年10月14日 | ISBN 978-986-348-732-6 |
| 5    | 2014年10月14日 | ISBN 4-80-000370-9 |                |                        |
| 6    | 2015年5月14日  | ISBN 4-80-000461-6 |                |                        |

### 相關書籍
小說
- 魔探偵ロキ ゴーストプレイ（ENIX、2001年12月21日、ISBN 4-7575-0585-X）
  - 井上真による著。封面、插畫由木下さくら負責。大堂寺家ラプソディー同時收錄。

動畫導讀手冊
- TVアニメーション魔探偵ロキRAGNAROKスターターブック（Mag Garden、2003年4月5日、ISBN 4-90-192644-6）

畫集
- Much Ado About Nothing 木下さくら画集1（Mag Garden、2003年2月26日、ISBN 4-90-192635-7）
- The Comedy of Errors 木下さくら画集2（Mag Garden、2003年8月26日、ISBN 4-90-192677-2）
- Romeo e Julietta 木下さくらモノクロ画集（Mag Garden、2004年7月29日、ISBN 4-86-127060-X）
- The Passionate Pilgrim 木下さくら画集3（Mag Garden、2004年9月29日、ISBN 4-86-127072-3）
- 魔探偵ロキRAGNAROK ポスターブック（Mag Garden、2003年7月9日、ISBN 4-90-192674-8）

## 電視動畫
在日本東京電視台2003年4月5日至同年9月26日播放《魔偵探洛基 RAGNAROK》（魔探偵ロキ RAGNAROK），共26話。
台灣在JET日本台首播時，是以日文原音+中文字幕的方式播放，直到在超視播出才有中文配音的版本。

### 製作人員
- 原作：木下櫻（Mag Garden《BLADE COMICS》連載）
- 企劃製作人：寺原洋平（東京電視台）、保坂嘉弘（Mag Garden Corporation）、中村直樹（MediaNet）
- 原案協力：宮原慎（Mag Garden《月刊COMIC BLADE》編輯部）
- 系列構成：金卷兼一
- 人物設計：岡真里子
- 機械設計：友杉達也
- 美術設計：赤堀隆一
- 製作設計：佐藤和巳
- 美術監督：小山俊久（Production-ai）
- 色彩設計：松本真司
- 攝影監督：近藤慎與
- 編輯：松村正宏（JAY FILM）
- 音樂：羽岡佳、（ex.PIERROT）
- 音響監督：菊田浩巳
- 音響效果：森川永子（Sound Garden）
- 錄音製作：樂音舎
- 音樂製作人：
- 音樂製作、協力：Frontier Works、東京電視台音樂
- SPECIAL THANKS：及川武、長谷川洋、福井政文、小松賢志、矢部未來
- 製作人：東不可止（東京電視台）、山川正樹（MediaNet）、浦崎宣光（STUDIO DEEN）
- 導演：渡邊浩
- 動畫製作：STUDIO DEEN
- 製作：魔偵探洛基 RAGNAROK製作委員會（東京電視台、MediaNet）

### 主題曲
- 片頭曲(樂園之扉)

作詞：森由里子，作曲・編曲：西岡和哉，歌：YAMOTO
- 片尾曲

作詞：六ツ見純代，作曲・編曲：UZA，歌：三木真一郎

### 各集標題
| 話數 | 日文標題 | 中文標題           | 劇本     | 分鏡     | 演出     | 作畫監督   |
| ---- | -------- | ------------------ | -------- | -------- | -------- | ---------- |
| 1    |          | 魔偵探登場!        | 金卷兼一 | 渡邊浩   | 渡邊浩   | 岡真里子   |
| 2    |          | 正義的使者超貧窮!? | 山田健一 | 齋藤哲人 | 橋本昌和 | 奈良崎早苗 |
| 3    |          | 從天而降的刺客!    | 花田十輝 | 西村純二 | 古川政美 | 清水博明   |
| 4    |          | 我的爸爸是名偵探!? | 高山克彥 | 新留俊哉 | 林有紀   | 關崎高明   |
| 5    |          | 怪盜費雷的挑戰!    | 鈴木雅詞 | 松下之宏 | 古川政美 | 德田夢之介 |
| 6    |          | 被盯上的少女       | 鈴木雅詞 | 松下之宏 | 橋本昌和 | 奈良崎早苗 |
| 7    |          | 女神芙雷亞，覺醒!  | 金卷兼一 | 林有紀   | 林有紀   | 門上洋子   |
| 8    |          | 前進!!闇野偵探社!? | 高山克彥 | 新留俊哉 | 新留俊哉 | 江森真理子 |
| 9    |          | 繭良式考試必勝法!? | 花田十輝 | 西村純二 | 古川政美 | 河南正昭   |
| 10   |          | 黃昏咖啡館         | 山田健一 | 山本秀世 | 渡邊浩   | 岡真里子   |
| 11   |          | 戀愛的轉學生       | 花田十輝 | 松下之宏 | 松下之宏 | 奈良崎早苗 |
| 12   |          | 德拉庫拉城堡的陷阱 | 鈴木雅詞 | 林有紀   | 林有紀   | 關崎高明   |
| 13   |          | 夢幻之花           | 金卷兼一 | 西村純二 | 古川政美 | 河南正昭   |
| 14   |          | 光明.黑暗與黑狗    | 高山克彥 | 西村純二 | 林有紀   | 江森真理子 |
| 15   |          | 美麗的刺客們       | 金卷兼一 | 松下之宏 | 松下之宏 | 岡真里子   |
| 16   |          | 魔性之鈴           | 鈴木雅詞 | 新留俊哉 | 新留俊哉 | 奈良崎早苗 |
| 17   |          | 激戰!!料理的聖域   | 鈴木雅詞 | 林有紀   | 林有紀   | 關崎高明   |
| 18   |          | 千面偵探出現!?     | 高山克彥 | 西村純二 | 古川政美 | 河南正昭   |
| 19   |          | 鳴神純情物語       | 鈴木雅詞 | 西村純二 | 橋本昌和 | 江森真理子 |
| 20   |          | 紅鞋               | 高山克彥 | 渡邊浩   | 渡邊浩   | 岡真里子   |
| 21   |          | 破曉時分的海姆達爾 | 鈴木雅詞 | 松下之宏 | 松下之宏 | 奈良崎早苗 |
| 22   |          | 女神們的真面目     | 金卷兼一 | 林有紀   | 林有紀   | 關崎高明   |
| 23   |          | 夏季湖畔的少女     | 高山克彥 | 西村純二 | 橋本昌和 | 河南正昭   |
| 24   |          | 孤獨的陰影         | 金卷兼一 | 新留俊哉 | 新留俊哉 | 鹽川貴史   |
| 25   |          | 夢的終點站         | 鈴木雅詞 | 渡邊浩   | 渡邊浩   | 岡真里子   |
| 26   |          | 眾神的旅途         | 金卷兼一 | 松下之宏 | 松下之宏 | 奈良崎早苗 |

## 外部連結
- （日語） 動畫介紹頁（Media Net）
- （日語） （GAMEBOY遊戲）魔探偵洛基 RAGNAROK 〜幻想的迷宮〜